# Istiophorus
Istiophorus is een geslacht van straalvinnige vissen uit de familie van de Istiophoridae (Zeilvissen).

## Soorten
- Istiophorus albicans (Latreille, 1804) – Atlantische zeilvis
- Istiophorus platypterus (Shaw, 1792) – Pacifische zeilvis